# Dr. Dog

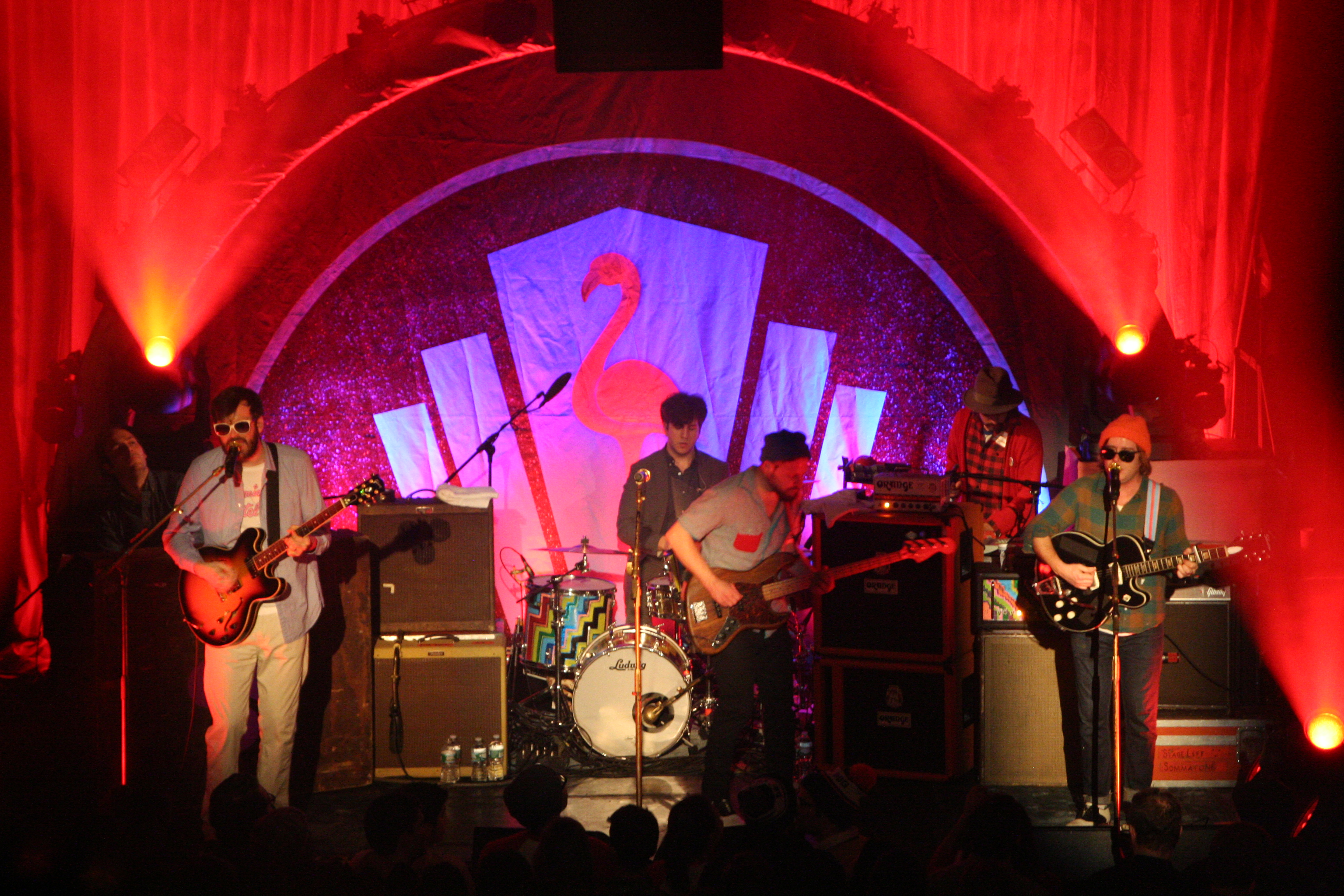
Dr. Dog live (2015)

Dr. Dog sind eine 1999 gegründete US-amerikanische Rockband aus dem US-Bundesstaat Pennsylvania.

## Bandgeschichte
Die Band entstand aus Leamans und McMickens Musikprojekt Racoon. Ihr erstes Album The Psychedelic Swamp veröffentlichten sie 2001 in Eigenregie. Nachdem Jim James auf ihr zweites Album Toothbrush aufmerksam wurde, lud er sie zu einer Tour mit seiner Band My Morning Jacket ein. Nach positiven Presseberichten wurden Dr. Dog von Park The Van Records unter Vertrag genommen. Der Durchbruch gelang mit dem „vor perfekten Popmelodien berstenden Album“ (Musikexpress) We All Belong von 2007, in dessen Folge sie bei Late Night with David Letterman auftraten. Ihre folgenden Longplayer konnten sich alle in den US-amerikanischen Charts platzieren. 2009 wechselten sie zum renommierten ANTI-Records-Label, bei dem die Alben Shame, Shame, Be the Void und B-Room erschienen.
Von Juli bis September 2007 lud die Band auf ihre Website im Wochenrhythmus zehn neue Songs zum Streaming, die später als Album mit dem Titel Passed Away, Vol. 1 veröffentlicht wurden. 2010 steuerten sie den Song The Unicorn zum Album Twistable, Turnable Man: A Musical Tribute to the Songs of Shel Silverstein bei.

## Stil
Der psychedelisch-folkige Stil ist stark von den 1960ern beeinflusst. Ihr etwas schräger, melodiebetonter Klang wird durch die Stimmen der beiden Sänger Scott McMicken und Toby Leaman geprägt.

## Diskografie

### Alben
- 2002: Toothbrush
- 2005: Easy Beat
- 2006: Taker and Leavers (EP)
- 2007: We All Belong
- 2008: Passed Away, Vol. 1
- 2008: Fate
- 2010: Shame, Shame
- 2012: Be the Void
- 2013: B-Room
- 2016: Psychedelic Swamp (aufgenommen in 2001)
- 2016: Abandoned Mansion
- 2018: Critical Equation

### Singles
- 2010: Where’d All the Time Go? (UK: Silber, US: Platin)[4]